# Argenschwang
Argenschwang là một xã thuộc huyện Bad Kreuznach bang Rheinland-Pfalz, phía tây nước Đức. Xã Argenschwang có diện tích 4,25 km².